# Igor Anatoljewitsch Schkolik
Igor Anatoljewitsch Schkolik (russisch Игорь Анатольевич Школик; * 9. Januar 2001 in Archangelsk) ist ein russischer Fußballspieler.

## Karriere

### Verein
Schkolik begann seine Karriere beim FK Dynamo Moskau. Im März 2020 stand er gegen den FK Tambow erstmals im Profikader Dynamos. Sein Debüt für die Profis in der Premjer-Liga gab er schließlich im Juli 2020, als er am 29. Spieltag der Saison 2019/20 gegen den FK Ufa in der Halbzeitpause für Oscar Hiljemark eingewechselt wurde. Bis Saisonende kam er zu drei Einsätzen für die Moskauer in der höchsten russischen Spielklasse. Ab der Saison 2020/21 kam Schkolik zudem für die wieder ins Leben gerufene Zweitmannschaft Dynamos in der drittklassigen Perwenstwo PFL zum Einsatz. In der Saison 2020/21 kam er zu vier Erstligaeinsätzen, für die Reserve absolvierte er 14 Drittligapartien.
Zur Saison 2021/22 wurde Schkolik an den Zweitligisten Rotor Wolgograd verliehen. Am 8. Juli 2022 wurde er für ein Jahr an den FK Neftechimik Nischnekamsk verliehen. Zum Ende der Leihe kehrte Schkolik zurück zum FK Dynamo-2 Moskau, wobei er den Verein zur Saison 2023/24 verließ und am 16. Februar 2024 beim FK Dinamo Minsk in Belarus unterzeichnete.

### Nationalmannschaft
Schkolik durchlief von der U-16 bis zur U-19 sämtliche russische Jugendnationalteams.